# 科威特酋長國
科威特酋長國 (羅馬化：Imārāt al-Kuwayt) 是一個酋長國。根據 1899 年的英科協議，該酋長國在 1899 年至 1961 年間成為英國的 保護國。該協議由謝赫 ·穆巴拉克·薩巴赫與英屬印度政府簽署，主要是為了防禦來自鄂圖曼帝國的威脅。 1961年後，該酋長國成為科威特國。

## 來源
- Anscombe, Frederick F. . New York City: Columbia University Press. 1997  [2010-09-23]. ISBN 978-0-231-10839-3.